# Discovery (쥬얼리의 음반)
《Discovery》는 대한민국의 음악 그룹 쥬얼리의 첫 번째 정규 앨범이자 데뷔 음반이다. 타이틀곡은 '이젠'이며, 2001년 3월 30일 발매되었다.

## 수록곡
1. 하늘 같은 사랑
2. 후속곡 사랑해
3. TITLE 이젠
4. 달콤한 상상
5. 작은 바램
6. Say
7. Heart
8. Say Yes
9. Forever
10. 소나기
11. 날 믿어요
12. Happy End

## 같이 보기
- 박정아 (연예인)
- 서인영